# Pont Neuf
A Pont Neuf ("Ponte Nova", em português) é a mais antiga das pontes que cruzam o rio Sena, em Paris, capital da França. Seu nome "Novo" permaneceu, e foi dado para distinguir-se das antigas pontes medievais, erguidas com casas em ambos os lados.
Partindo do ponto mais ocidental da Île de la Cité, a ilha situada no meio do rio que foi o centro da Paris medieval, Rive Gauche (margem esquerda) de Paris com a Rive Droite (margem direita).
A ponte é composta por duas partes distintas: uma com cinco arcos até atingir a Île de la Cité, outra com sete arcos que levam à margem direita. Antigas gravuras com mapas de Paris mostram que, quando a ponte foi construída, ela apenas tocava a ponta a jusante da Île de la Cité; desde então formaram-se bancos de areia no meio do rio (Ait), chamados de quais, que alargaram a ilha. Hoje a ilha é o Jardim do Vert-Galant, um parque nomeado em homenagem ao rei Henrique IV, apelidado de "Verde Galante".

## Construção
No princípio da década de 1550, Henrique II foi instado a construir uma ponte naquele local, mas as despesas revelaram-se muito altas, na época.

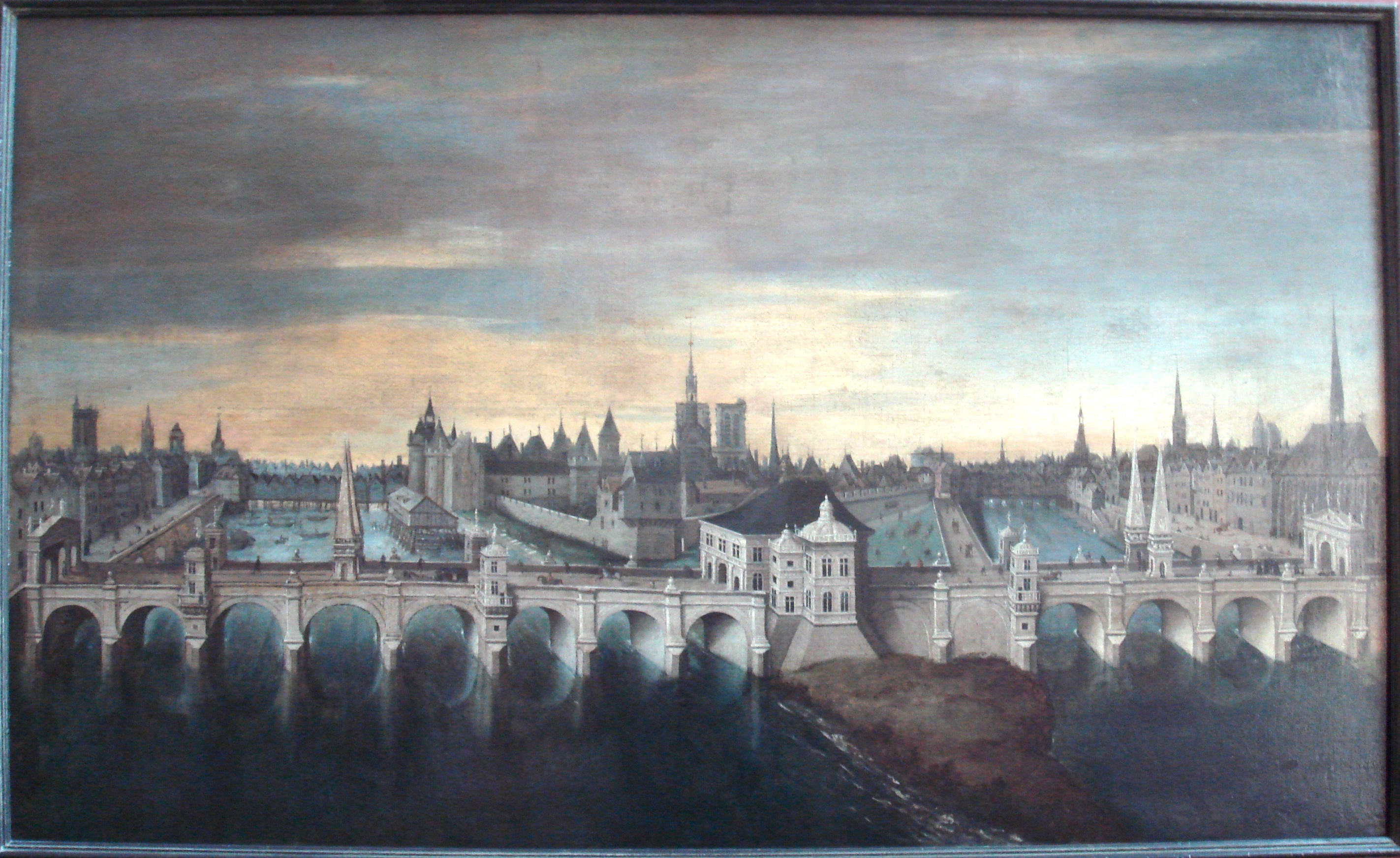
Pintura retratando o projeto da Pont Neuf, aprovado pelo rei Henrique III, em 1577. A ponte foi finalmente concluída em 1606, com um desenho menos ornamentado.

Em 1577 a decisão de construir a ponte foi finalmente tomada pelo rei Henrique III, que estabeleceu sua pedra fundamental no ano seguinte, quando foram concluídas as fundações de quatro pilares e um dos estribos. Uma grande alteração no projeto inicial foi feito em 1579, exigindo a ampliação da ponte, a fim de permitir que casas fossem nela erguidas (o que nunca ocorreu), e fez com que as pilares demorassem por um longo tempo a ser erguidos - ficando em construção pelos próximos nove anos. Uma longa parada ocorreu a partir de 1588, por conta especialmente das Guerras Religiosas, as obras foram retomadas em 1599. A ponte foi concluída apenas sob o reinado de Henrique IV, que a inaugurou em 1607.

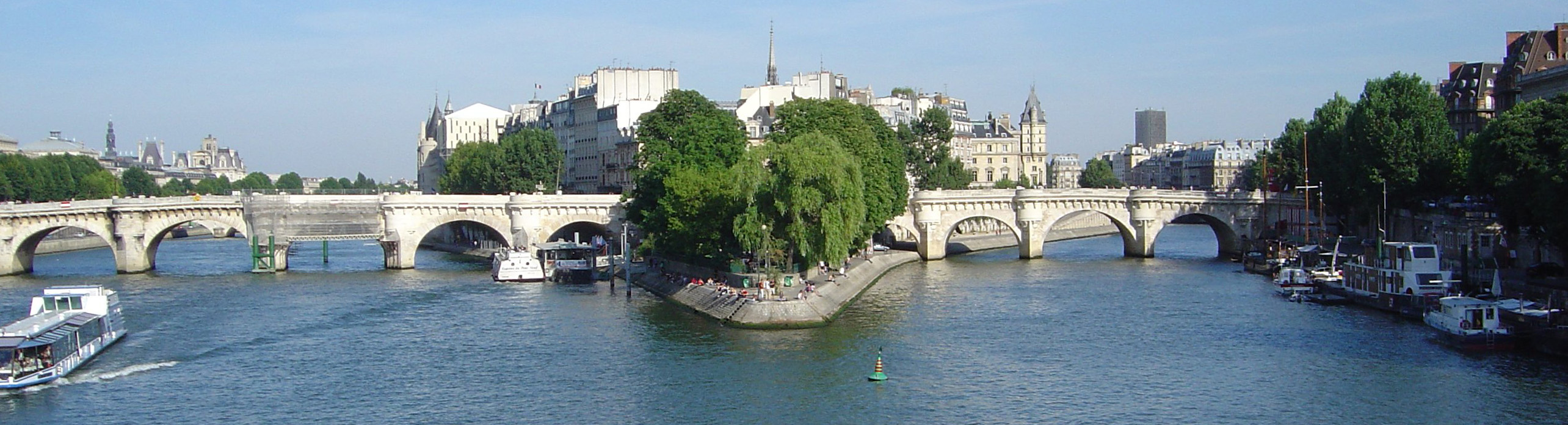
A Île de la Cité vista do lado ocidental, com a Pont Neuf cruzando o Sena.

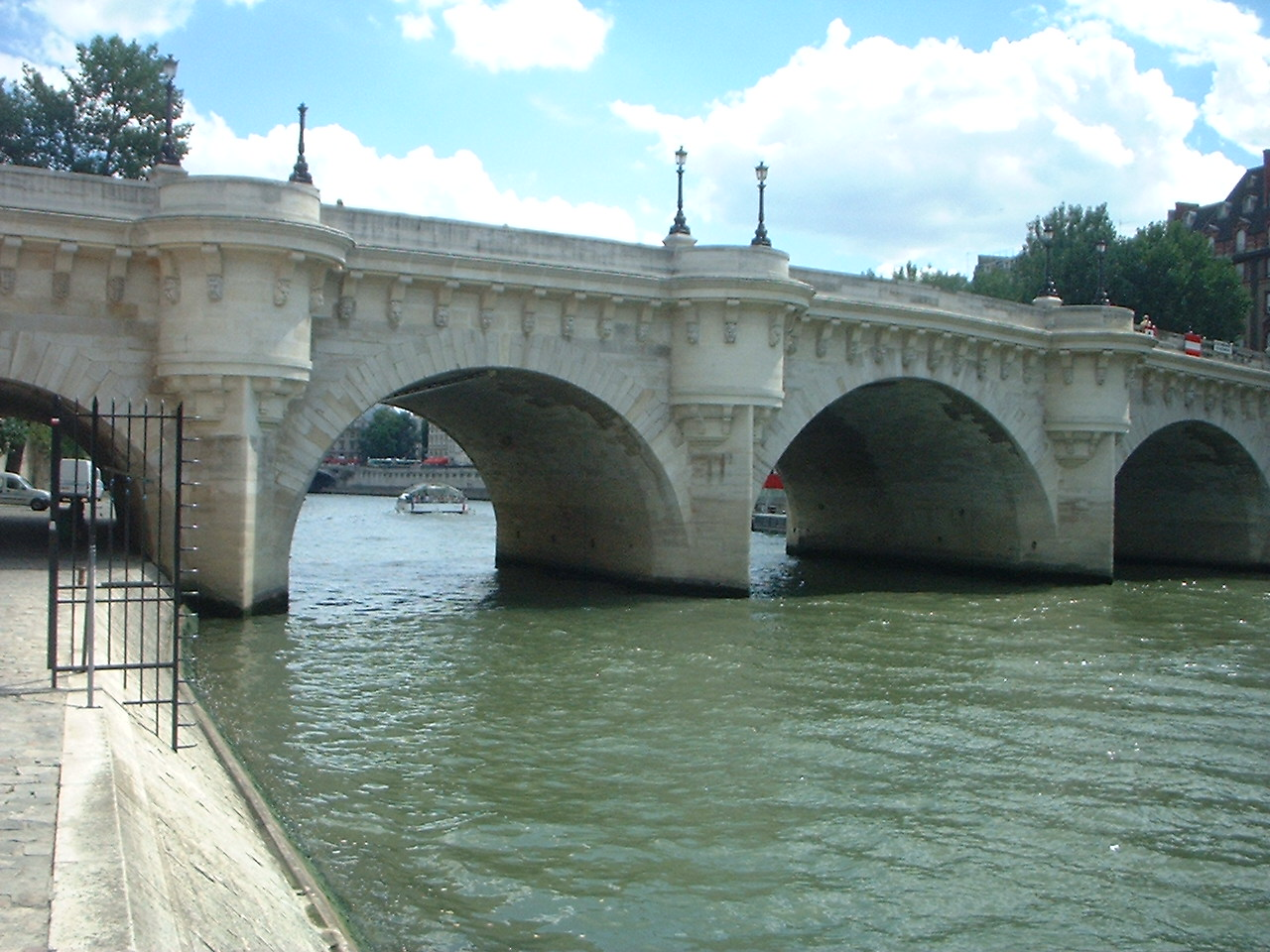
Os bastiães dão à Pont Neuf uma aparência de fortificação.

Assim como muitas pontes de seu tempo, a Pont Neuf foi erguida com uma série de pequenos arcos, seguindo os modelos romanos precedentes. Foi a primeira ponte de pedras em Paris que não serviu como alicerce para casas erguidas em sua superfície, e foi equipada com passeios para proteger os pedestres da lama e dos cavalos; os pedestres também poderiam se abrigar nos bastiões, para permitir a passagem de algum transporte mais volumoso. A decisão de não se permitir a construção de casas é atribuída ao próprio Rei, pois considerou que estas impediriam uma melhor visão do Louvre, ampliado consideravelmente em seu reinado.
A ponte teve intenso tráfego desde o início e foi, durante muito tempo, a maior ponte parisiense. Passou por vários reparos e trabalhos de manutenção e renovação, que incluíram a redução da pista, a alteração dos arcos da forma original quase circular para uma forma elíptica (1848-1855), rebaixamento das calçadas e outras alterações. Em 1885 um dos pilares foi danificado de tal forma que removeu os dois arcos adjacentes, obrigando sua reconstrução e o reforço de todas as estruturas.
A maior restauração da Pont Neuf começou em 1994 e foi concluída em 2007, ano do seu quarto centenário.

## Estátua equestre de Henrique IV

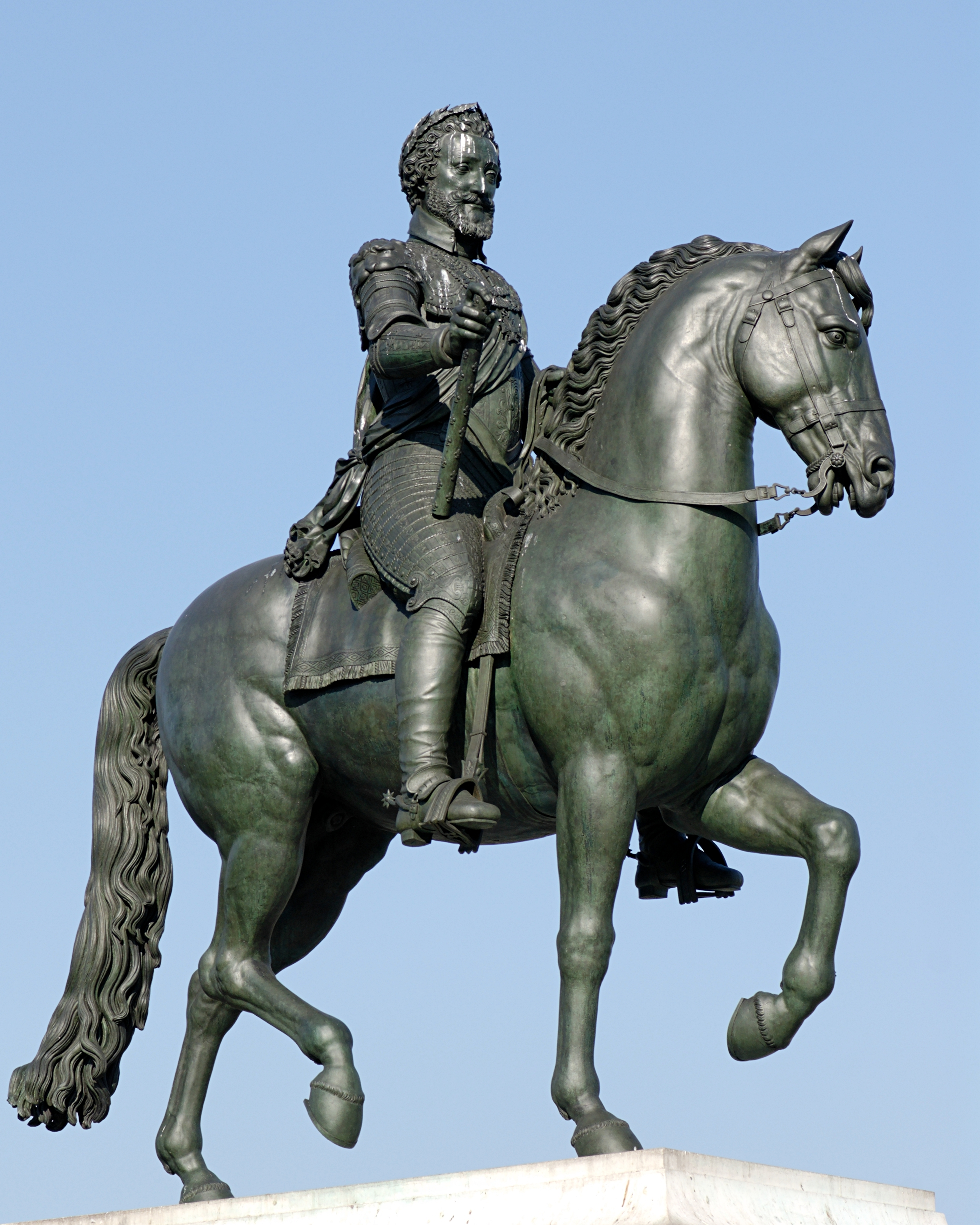
Estátua de Henrique IV, por Lemot após Pietro Tacca.

No ponto em que a ponte cruza a Île de la Cité, fica a estátua equestre do rei Henrique IV, originalmente comissionada a Giambologna, sob as ordens de Maria de Médici, viúva de Henrique e regente de França, em 1614.
Após a morte do artista, seu assistente Pietro Tacca concluiu a obra, que foi erigida sobre o pedestal por Pietro Francavilla, em 1618. Veio a ser destruída em 1792 durante a Revolução Francesa, mas foi reconstruída em 1818, com a restauração dos Bourbons no poder. O bronze da nova estátua foi obtido a partir do material usado na estátua a Louis Charles Antoine Desaix, e feito com o molde que sobrevivera à obra original. 
Sob a estátua o novo escultor, François-Frédéric Lemot, depositou quatro caixas contendo, respectivamente, uma história da vida de Henrique IV, um pergaminho do século XVII descrevendo como a obra foi encomendada e, finalmente, uma lista com as pessoas que contribuíram em subscrição pública para sua construção.

## Memória a Jacques de Molay

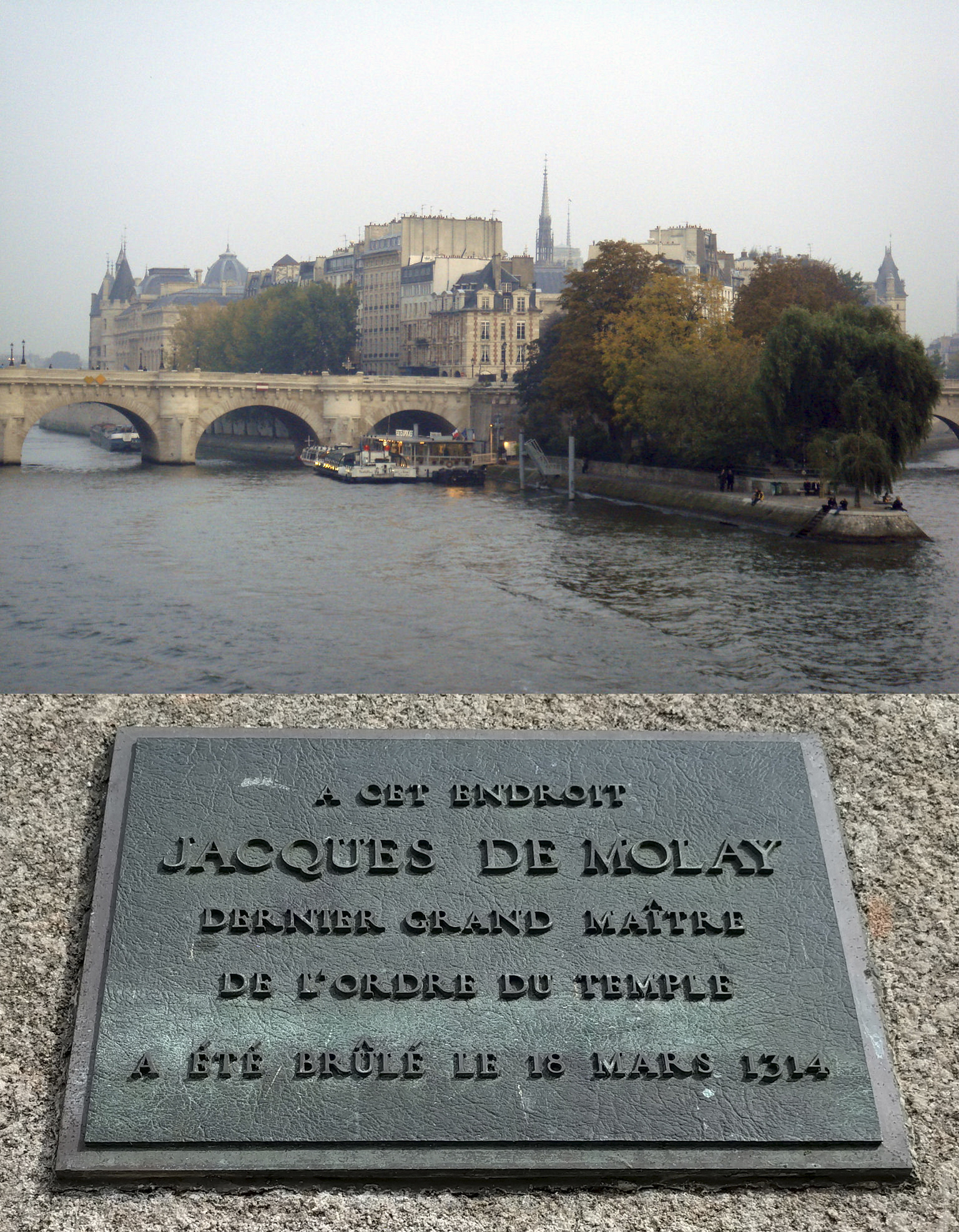
Marco no local da execução de Jacques de Molay.

O último Grão-Mestre dos Templários, Jacques de Molay, foi queimado em uma fogueira na Île de la Cité, perto de onde passaria a Pont Neuf, em 18 de março de 1314. A execução foi ordenada por Filipe, o Belo, após Jacques haver abjurado todas as suas confissões anteriores, o que indignara o rei.
O marco no local da execução traz escrito (numa livre tradução): "Neste lugar, Jacques de Molay, último Grão-Mestre dos Templários, foi queimado a 18 de março de 1314". Fica próximo às escadarias da Pont Neuf, de frente para as árvores da ponta da ilha, que se veem na fotografia ao lado.